# Ius
La Ius petita (Ѧ, ѧ) i la Ius gran (Ѫ, ѫ), també anomenades Ius, eren les lletres que representaven dues vocals nasals eslaves en els alfabets ciríl·lic arcaic i glagolític. Cadascuna podia ocórrer en forma iotitzada (Ѩ, ѩ, Ѭ, ѭ), com una lligadura amb la lletra I. En el Unicode 5.1 es van afegir la Ius acrònima (Ꙛ, ꙛ), la Ius petita tancada (Ꙙ, ꙙ) i la Ius petita tancada iotitzada (Ꙝ, ꙝ).
El nom de la lletra no implica la capitalització: les dues tenen majúscula i minúscula.
Fonèticament, la Ius petita representava una vocal anterior nasal, possiblement [ɛ̃], mentre que la Ius Gran representava una vocal posterior nasal, com la [ɔ̃].
Totes les llengües eslaves modernes que utilitzen l'alfabet ciríl·lic han perdut les vocals nasals, fent a les Ius innecessàries.
La Ius Gran encara era part de l'alfabet búlgar fins a 1945. No obstant això, la vocal posterior nasal ja havia desaparegut de la llengua en aquest punt. Com a resultat d'això, hi havia incoherències en el seu ús, ja que la gent havia de memoritzar les convencions ortogràfiques per posar-la en el seu lloc etimològicament correcte. Hi ha alguns dialectes macedonis o búlgars prop de Tessalònica i Kastorià, al nord de Grècia que encara mantenen la pronunciació nasal, com per exemple: КъНде греНдеш, мило чеНдо?
A Rússia, la Ius petita va ser adaptada per representar la lletra iotitzada /ja/ я al mig o final d'una paraula, la moderna lletra я és una adaptació de la seva forma cursiva del segle xvii, consagrada per la reforma tipogràfics de 1708 (aquesta també és la raó per la qual la я en rus apareix sovint com ę en polonès; comparar el rus Пять, amb el polonès pięć).
En la Rússia soviètica, /ja/ я al mig o al final d'una paraula va ser adaptada per representar a la Ius petita.
En polonès, que és una llengua eslava escrita amb l'alfabet llatí, la lletra Ę (minúscula ę) té el valor fonètic de la Ius petita, mentre que Ą (minúscula ą) el de la Ius gran. Les formes iotitzades, mentrestant, s'escriuen ię i ią en polonès. Curiosament, els fonemes escrits ę i ą no són descendents històrics dels representats per la Ius gran i petita, sinó que es van desenvolupar quan es van barrejar les vocals nasals en polonès.
La Ius petita i la Jus Gran també es podien trobar en l'alfabet ciríl·lic romanès, utilitzades fins a aproximadament 1860.